# 香取金光教
香取金光教（かんどりこんこうきょう）は、岡山県浅口市に本部を置く宗教法人である。創始者は香取繁右衛門。主祭神は「天地金之神。他に教祖と祖霊神を祀る。金神信仰を厳格に守る教義をもつ。

## 沿革
- 1857年（安政4年）11月6日 - 香取繁右衛門に金神の神懸かりがあり立教。亀山の金神様と呼ばれた。金光教の教祖である実兄の赤沢文治も共に金神を祭祀するのに協力し、親密な交流があった。
- 1874年（明治7年） - 松井山金輪寺金光院。
- 1910年（明治43年） - 神道香取金光教会。
- 1942年（昭和17年） - 神道香取金光大教会。
- 1948年（昭和23年）3月4日 - 宗教法人令による香取金光教。
- 1953年（昭和28年）7月1日 - 宗教法人法による香取金光教。